# Zapoliarni
Zapoliarni (en ruso: Заполя́рный, Zapoliárni) es una ciudad de Rusia europea septentrional, situada en la península de Kola, depende administrativamente del óblast de Múrmansk (raión de Péchenga), está a unos cuantos kilómetros del límite fronterizo con Noruega.
En 2019, la ciudad tenía una población de 14 902 habitantes.

## Historia
Fue fundada en 1956 con el nombre de Zhdanovsk (Ждановск), obtiene el título de ciudad y el nombre actual siete años más tarde.
Zapoliarni se ubica a unos cuantos kilómetros del punto en que la Unión Soviética, inició la perforación de la corteza terrestre, y que denominó pozo superprofundo de Kola Кольская сверхглубокая скважина en 1970 alcanzando una profundidad de 12.262 m.